# Kalona
Kalona es una ciudad ubicada en el condado de Washington en el estado estadounidense de Iowa. En el Censo de 2010 tenía una población de 2363 habitantes y una densidad poblacional de 446,36 personas por km².

## Geografía
Kalona se encuentra ubicada en las coordenadas 41°29′14″N 91°42′6″O / 41.48722, -91.70167. Según la Oficina del Censo de los Estados Unidos, Kalona tiene una superficie total de 5.29 km², de la cual 5.29 km² corresponden a tierra firme y (0%) 0 km² es agua.

## Demografía
Según el censo de 2010, había 2363 personas residiendo en Kalona. La densidad de población era de 446,36 hab./km². De los 2363 habitantes, Kalona estaba compuesto por el 97.16% blancos, el 0.38% eran afroamericanos, el 0.3% eran amerindios, el 0.17% eran asiáticos, el 0% eran isleños del Pacífico, el 1.1% eran de otras razas y el 0.89% pertenecían a dos o más razas. Del total de la población el 2.03% eran hispanos o latinos de cualquier raza.